# Маслово (Свердловская область)
Маслово — посёлок в Свердловской области России, административно подчинённый городу Ивделю. Входит в Ивдельский муниципальный округ.
С 1943 по 1999 год Маслово имело статус рабочего посёлка (посёлка городского типа) и являлось центром Масловского поссовета. С 1 января 2000 года Маслово преобразовано сельский населённый пункт, а Масловский поссовет — в Масловский сельсовет.

## География
Посёлок Маслово расположен в лесах Северного Урала, по берегам реки Сосьвы, между городами Серовом и Ивделем. Рядом с посёлком проходит автодорога Краснотурьинск — Денежкино, а через Маслово — ветка Серов — Полуночное Свердловской железной дороги. В посёлке расположена железнодорожная станция Уралзолото.

### Часовой пояс
Маслово, как и вся Свердловская область, находится в часовой зоне МСК+2. Смещение применяемого времени относительно UTC составляет +5:00.

## Население
| 1959 | 1970  | 1979  | 1989 | 2002 | 2010 |
| ---- | ----- | ----- | ---- | ---- | ---- |
| 2892 | ↘1511 | ↘1244 | ↘965 | ↘710 | ↘509 |

Структура
По данным Всероссийской переписи населения 2002 года, русские составляли 91 % от общего числа жителей посёлка Маслово, татары — 5 %, немцы — 3 %. По данным переписи населения 2010 года, в посёлке проживали 245 мужчин и 264 женщины.
| 2015 | 2020 | 2023 |
| ---- | ---- | ---- |
| 391  | 318  | 291  |

## Топографические карты
- Лист карты P-41-133,134 Маслово. Масштаб: 1 : 100 000. Состояние местности на 1983 год. Издание 1987 г.